# Aeroportul Manang
Aeroportul Manang (IATA: NGX, ICAO: VNMA) este un aeroport din Western Development Region⁠(d), Nepal ce deservește zona Manang⁠(d). A fost numit după zona deservită.
Situat la o altitudine de 3.353 m, aeroportul dispune de o singură pistă.